# Valaši (severní Karpaty)

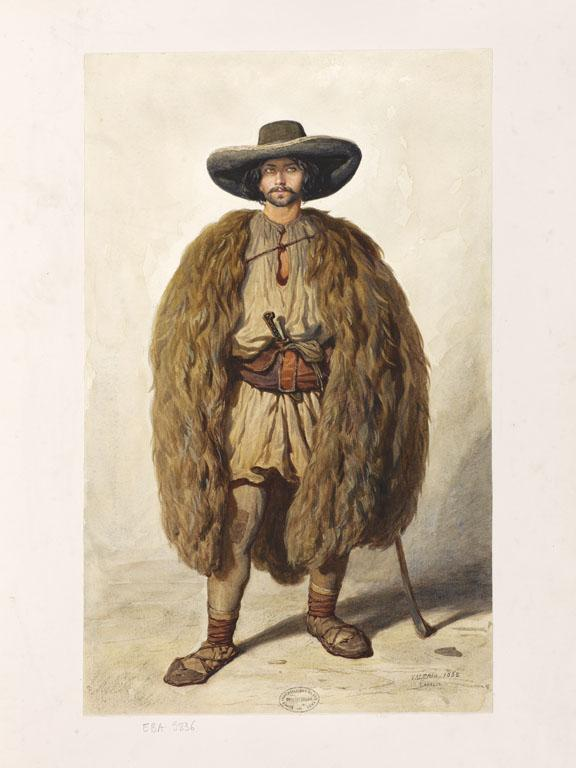
Théodore Valerio, 1852: Pâtre valaque de Zabalcz ("valašský pastevec ze Zăbalțu")

Valaši je historický termín a exonymum používané od středověku do novověku k označení především Rumunů, ale také Arumunů, Meglenorumunů, Istrorumunů a dalších podskupin hovořící balkanorománskými jazyky ve střední a východní Evropě.
Vyznačovali se salašnickým způsobem života a chovem dobytka. Termín se přeneseně také používá k označení národopisné skupiny moravských Valachů, kteří se v hojné míře věnovali pastevectví.
„Valachy“ původně identifikoval a popsal řecký historik George Kedrenos během 11. století. Podle jedné teorie mají moderní Rumuni, Moldavané a Arumuni původ v Dácích. Podle některých jazykovědců a učenců dokazují východorománské jazyky přežití Thráko-Románů v povodí dolního Dunaje během období stěhování národů a populace na západě Balkánu, známé jako „Valaši“, jsou romanizovaní Ilyrové.

## Historie

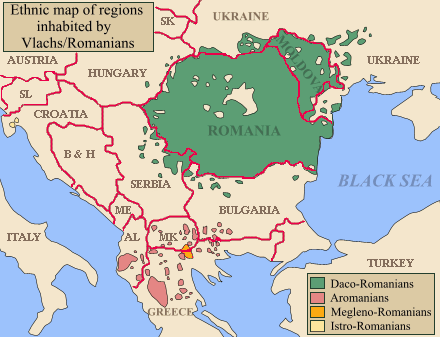
Mapa Balkánu s regiony, které obývají Valaší/Rumuni

Od 14. století se Valaši postupně šířili z dnešní Karpatské Ukrajiny na severní Slovensko, do jižního Polska a od 16. století i na Moravu (Moravští Valaši). Osídlování Valachy skončilo v 17. století, kdy na Slovensku splynuli (asimilovali) s místním obyvatelstvem.
Z etnického hlediska šlo původně o rusínsko-rumunské obyvatelstvo, ale už v 16. století šlo převážně o Slováky a částečně o Poláky. Definovali se tedy nikoliv svou národností, ale svým způsobem života (pastevectví). Souhrn právních zvyklostí a norem Valachů se nazývá valašské právo, doosídlování Slovenska na základě valašského práva (tedy nikoliv pouze Valachy) se ne zcela správně nazývá valašská kolonizace. Osobitá valašská duchovní i hmotná kultura patří k základním složkám slovenského lidového umění.
Valaši na území Slovenska přicházeli postupně převážně od východu. Původně postupovali pasouce svá stáda po vrcholech hor a holí zřejmě z rumunského Valašska až na území dnešní Ukrajiny. V době svého putování získali vyznání pravoslavné nebo katolické. Dále na západ se vydávali nejvíce v době panování krále Matyáše Korvína (1458-1490), který jim napomáhal, později i krále Ludvíka Jagellonského (1516-1526). V dobových písemných pramenech jsou nazýváni například Coloni Valachales nebo Valachi seu Ruthéni (Valaši tedy Rusíni). Panovníci měli vícero důvodů zvát Valachy na území Uherska na méně osídlená území Liptova, Oravy a Turce. Proto jim dávali výsady. Měli však povinnosti chytat zbojníky, platit desátek z masa a sýra. Museli hlídat horské přechody, zúčastnit se vojenských akcí panovníka. Valaši neplatili peněžní desátek ani neměli povinnost robotovat na panském, také neplatili ani církevní desátek, protože nebyli římští katolíci. Postupně kolonizovali sever Slovenska a došli až na Moravu (Valašsko).